# Edith Martha Almedingen
Edith Martha Almedingen, född 21 juli 1898, död 5 mars 1971, var en rysk-brittisk författare.
Edith Martha Almedingen var född och uppvuxen i Sankt Petersburg, från 1923 var hon bosatt i Storbritannien och lärare vid Oxfords universitet i rysk historia och litteratur. Hon skrev främst barnböcker men även romaner för vuxna. Mest är hon känd för barnboken Katja (1966, svensk översättning 1968), som är en bearbetning av en bok hennes släkting Cathrine A Almedingen skrev 1874.